# Cantó de Bléré
El cantó de Bléré és un cantó francès del departament de l'Indre i Loira, situat al districte de Tours. Té 16 municipis i el cap és Bléré.

## Municipis
- Athée-sur-Cher
- Azay-sur-Cher
- Bléré
- Céré-la-Ronde
- Chenonceaux
- Chisseaux
- Cigogné
- Civray-de-Touraine
- Courçay
- La Croix-en-Touraine
- Dierre
- Épeigné-les-Bois
- Francueil
- Luzillé
- Saint-Martin-le-Beau
- Sublaines

## Història
| Data d'elecció                           | Identitat              | Partit        | Qualitat |
| ---------------------------------------- | ---------------------- | ------------- | -------- |
| 1945-1949                                | Edmond Crespin         | SFIO          |          |
| 1949-19..                                | M. Honnet              | RGR           |          |
| 19..-1979                                | M. Dumoulin            | Divers droite |          |
| 1979-2004                                | Georges Fortier        | RPR           |          |
| 2004-                                    | Alain Kerbriand-Postic | PS            |          |
| les dades anteriors no són pas conegudes |                        |               |          |
|                                          |                        |               |          |